# Radońka (Sulejów)
Radońka – prawobrzeżna część miasta Sulejów w województwie łódzkim, w powiecie piotrkowskim. Jej historia administracyjna jest ściśle związana z historią sąsiedniego Podklasztorza